# Río Salum
El Río Salum nace a 105 kilómetros al este de la ciudad de Kaolack, Senegal, y discurre hasta desembocar en el Océano Atlántico. El importante Delta del río Salum  se encuentra en la desembocadura, el cual se encuentra protegido por el parque nacional del Delta del Salum. La cuenca del río se halla en el denominado reino de Salum.
El bosque de manglares se desarrolla con una anchura de 5 kilómetros a cada lado del río y tiene una longitud de 70 kilómetros desde su desembocadura. 